# Tinamou tacheté
Nothura maculosa
Espèce
Statut de conservation UICN

 LC  : Préoccupation mineure
Le Tinamou tacheté (Nothura maculosa) est une espèce d'oiseau appartenant à la famille des Tinamidae.

## Systématique
Le tinamou tacheté compte actuellement 9 sous-espèces :
- N. m. cearensis (Naumburg, 1932) : Vit dans le nord-est du Brésil.
- N. m. major (Spix, 1825) : Vit dans le centre-est du Brésil.
- N. m. paludivaga (Conover, 1950) : Vit dans le centre du Paraguay et le nord de l'Argentine.
- N. m. maculosa (Temminck, 1815) : La sous-espèce nominale. Vit du sud-est du Brésil à l'est du Paraguay, le nord-est de l'Argentine et l'Uruguay.
- N. m. pallida (Olrog, 1959) : Vit dans le nord-ouest de l'Argentine.
- N. m. annectens (Conover, 1950) : Vit dans l'est de l'Argentine.
- N. m. submontana (Conover, 1950) : Vit dans le sud-ouest de l'Argentine.
- N. m. nigroguttata (Salvadori, 1895) : Vit dans le sud de l'Argentine.
- N. m. chacoensis (Conover, 1937) : Vit dans le nord-ouest du Paraguay, dans la région du Gran Chaco.

La sous-espèce chacoensis, initialement décrite par Conover en tant que sous-espèce, a été élevée au rang d'espèce par celui-ci en 1950. Cette distinction a longtemps été disputée, notamment au regard des faibles différences de plumage. En 2018, une étude de Hayes et al. réexamine plusieurs spécimens de N. m. paludivaga et chacoensis, et ne trouve aucune différence de plumage ; le chant est également identique. chacoensis est par la suite reclassifiée en sous-espèce par le SACC, suivi par les principales autorités taxonomiques.

## Référence
- (en) Congrès ornithologique international : Nothura maculosa dans l'ordre Tinamiformes
- (en) Zoonomen Nomenclature Resource (Alan P. Peterson) : Nothura maculosa  dans Tinamiformes
- (en) Tree of Life Web Project : Nothura maculosa
- (en) Catalogue of Life : Nothura maculosa (Temminck, 1815) (consulté le 15 décembre 2020)
- (fr + en)  Avibase : Nothura maculosa (+ répartition) (consulté le 30 juin 2015)
- (fr + en) ITIS : Nothura maculosa  (Temminck, 1815)
- (en) Animal Diversity Web : Nothura maculosa
- (en) NCBI : Nothura maculosa (taxons inclus)
- (en) UICN : espèce Nothura maculosa (Temminck, 1815) (consulté le 2 septembre 2020)